# Падурани (Тимиш)
Падурани (рум. Pădurani) насеље је у Румунији у округу Тимиш у општини Манаштиур. Oпштина се налази на надморској висини од 154 m.

## Прошлост
По "Румунској енциклопедији" место се помиње 1514. године, током сељачке буне Ђерђ Доже. Године 1776. ту има 26 домова. Данас је ту сачувано 40 старих кућа брвнара.
Аустријски царски ревизор Ерлер је 1774. године констатовао да место припада Лунгшком округу, Лугожког дистрикта. Становништво је било влашко. Место је 1797. године било парохијска филијала села Буње.

## Становништво
Према подацима из 2002. године у насељу је живело 95 становника.

### Попис2002.
| Расподела становништва по националности 2002.‍ | Расподела становништва по националности 2002.‍ | Расподела становништва по националности 2002.‍ | Расподела становништва по националности 2002.‍ | Расподела становништва по националности 2002.‍ |
| --------------------------------------------- | --------------------------------------------- | --------------------------------------------- | --------------------------------------------- | --------------------------------------------- |
|                                               |                                               |                                               |                                               |                                               |
| Румуни                                        | Румуни                                        |                                               | 81                                            | 85,3%                                         |
| Украјинци                                     | Украјинци                                     |                                               | 14                                            | 14,7%                                         |